# Römisches Brandgräberfeld Sülm
Koordinaten: 49° 54′ 59″ N, 6° 35′ 20″ O
Das Römische Brandgräberfeld Sülm ist ein römisches Grabfeld in der Ortsgemeinde Sülm im Eifelkreis Bitburg-Prüm in Rheinland-Pfalz.

## Beschreibung
Das Brandgräberfeld befindet sich südöstlich von Sülm, nahe der Nachbargemeinde Dahlem. Es liegt auf dem Gelände des Sülmer Wohnplatzes Bernhardshof.
Die Datierung des Brandgräberfeldes konnte anhand von Funden in die erste Hälfte des 1. Jahrhunderts n. Chr. erfolgen.

## Archäologische Befunde
Im Laufe des 19. Jahrhunderts entdeckte man auf diesem Areal immer wieder römische Grabfunde, sodass die Vermutung besteht, dass es sich einst um ein relativ großes Brandgräberfeld gehandelt haben muss.
1886 wurde eines der Brandgräber geborgen und im Rheinischen Landesmuseum Trier genauer untersucht. Hierbei stieß man auf zwei Nertomarusfibeln, zwei gewöhnliche Fibeln, eine Schminkkugel aus Glas, eine Pfanne und ein Sieb aus Bronze.

## Erhaltungszustand und Denkmalschutz
Das Brandgräberfeld wurde im Zuge von Steinbrucharbeiten sowie der landwirtschaftlichen Nutzung der Fläche weitestgehend zerstört. Der letzte geschlossen geborgene Fund war das Brandgrab, welches in Trier genauer untersucht wurde. Der ursprüngliche Standort des Brandgräberfeldes befindet sich heute in bebautem Gebiet, es ist jedoch nicht mehr vor Ort erhalten.
Das Grabfeld ist als eingetragenes Kulturdenkmal im Sinne des Denkmalschutzgesetzes des Landes Rheinland-Pfalz (DSchG) unter besonderen Schutz gestellt. Nachforschungen und gezieltes Sammeln von Funden sind genehmigungspflichtig, Zufallsfunde an die Denkmalbehörden zu melden.